# Libro de Thot

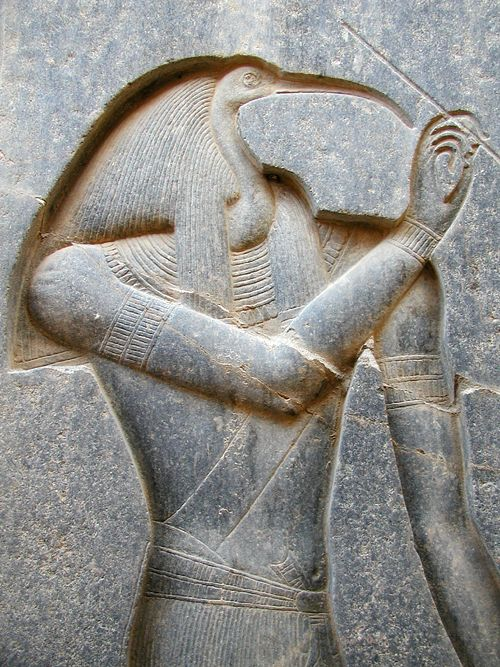
Bajorrelieve de Thot (Dyehuty en egipcio) en el templo de Luxor.

El Libro de Thot es un texto del Antiguo Egipto que aparece fragmentado en diversos papiros, la mayoría pertenecientes al Segundo Milenio a. C., del periodo ptolemáico. Además, hay versiones diferentes, aunque las recopilaciones han llevado a reconstruir una historia común a todos ellos, básicamente un diálogo en el que hay dos interlocutores, el dios Thot y un discípulo que “aspira a saber”, aunque hay otro dios, probablemente Osiris, que también habla con el discípulo. El marco literario podría compararse con los textos herméticos griegos, que también muestran diálogos entre Hermes-Thot y sus discípulos; sin embargo, la presencia de algunos textos anteriores al siglo I lo sitúan por delante de los primeros textos filosóficos herméticos griegos.
El nombre de Libro de Thot se ha aplicado a numerosos textos. Manetón afirmó que Thot había escrito 36.525 libros, aunque algunos investigadores como Seleukos afirman que fueron en torno a 20.000. En cualquier caso, el Libro de Thot que cuenta la historia de Neferkaptah tiene grandes proporciones. Se han encontrado fragmentos en Berlín, París, Viena, Florencia, Copenhague y New Haven.
En cualquier caso, la leyenda dice que el libro fue escrito por Thot, el dios de la escritura y el conocimiento. Contiene dos encantamientos, uno de los cuales, supuestamente, permite, a quien lo lea, percibir a los dioses por sí mismo.

## Argumento
La historia que se relata cuenta que el Libro de Thot se ocultó en el fondo del Nilo, cerca de Coptos, donde fue encerrado dentro de una serie de cajas guardadas por serpientes. Más tarde, el príncipe egipcio Neferkaptah luchó con las serpientes y recuperó el libro, pero, en castigo por habérselo robado a Thot, los dioses mataron a su mujer y a su hijo. Destrozado, Neferkaptah se suicidó y fue enterrado junto con el libro. Varias generaciones después, el protagonista de la historia, Setne Khamwas, robó el libro de la tumba de Neferkaptah, a pesar de la oposición de su fantasma. Poco después, Setne encontró a una bella mujer que lo sedujo, asesinó a sus hijos y lo humilló delante del faraón. A continuación, descubrió que este episodio había sido una ilusión creada por Neferkaptah y, aterrorizado por recibir un castigo mayor, Setne devolvió el libro a la tumba de Neferkaptah.
Esta historia refleja una creencia egipcia que dice que el conocimiento de los dioses no está hecho para los humanos.

## Otras obras sobre el Libro de Thot
En 1788, Jean-Baptiste Alliette (1738 – 1791), más conocido por su seudónimo Etteilla, (su seudónimo viene de la escritura de su nombre pero al revés), quien propuso nuevas formas de lecturas del tarot , formó la "Société des Interprètes du Livre de Thot" (Sociedad de Intérpretes del Libro de Thot) con el fin de profundizar en sus estudios sobre el tarot, con el que estaba entusiasmado desde 1751, a raíz de los trabajos de Court de Gébelin. En 1790, publicó Cours théorique et pratique du Livre du Thot, donde introdujo lo que más tarde serían conocidos como arcanos mayores y arcanos menores. Poco después, produjo una baraja de cartas para la adivinación que sincretizaba sus ideas con las viejas formas de la cartomancia francesa, en la que fue la primera baraja diseñada para su uso en ocultismo.
Mucho más tarde, en 1944, el ocultista británico Aleister Crowley publicó El Libro de Thoth, que describe la filosofía y el uso del tarot de Thoth, diseñado y pintado en colaboración con lady Frieda Harris.
En 1973, Jacques Bergier lo incluye en su obra Los Libros Condenados, en donde no sólo describe aspectos históricos del mismo y da cuenta de su prevalencia pese a diversos intentos de destrucción, sino que resalta la poca fortuna sobrevenida a aquellos que a lo largo de la historia proclamaban tenerlo. Incluye como complemento al capítulo que destina a este libro el relato titulado "Cómo encontró Nefer Ka Ptah el Libro de Toth".

## Citas
1. ↑  Lichtheim 2006, pp. 125–128
2. ↑  Lichtheim 2006, pp. 129–136
3. ↑  Lichtheim 2006, p. 126
4. ↑  «Etteilla y su tarot».
5. ↑  Bergier, Jacques (1973). Los Libros Condenados. Plaza & Janes S.A. Editores. pp. 16-26. ISBN 84-01-44093-9.